# Сагандзиле
Сагандзиле (груз. საღანძილე) — село в Грузии, на территории Харагаульского муниципалитета края (мхаре) Имеретия.

## География
Село находится в западной части Грузии, на левом берегу реки Чхеримелы, на расстоянии 3 километров к юго-востоку от посёлка городского типа Харагаули, административного центра муниципалитета. Абсолютная высота — 322 метра над уровнем моря.

## Население
По результатам официальной переписи населения 2014 года, в Сагандзиле проживало 365 человек (177 мужчин и 188 женщин). В национальной структуре населения грузины составляли 100 %.
| Год  | Население, человек |
| ---- | ------------------ |
| 2002 | 482                |
| 2014 | ↘ 365              |